# Vampiri nel folclore europeo
Il vampiro nel folclore europeo è una figura particolarmente attiva.

## Balcani meridionali

### In Grecia
Dopo essere stata, con Roma, la culla più importante del mito originario dei vampiri, nella Grecia moderna e in Macedonia le leggende vampiriche sono soprattutto di origine slava. Il vampiro più diffuso è il vrykolaka, o brucolaca: è un non-morto che gira per i villaggi chiamando per nome le vittime designate o bussando alle porte delle case. Egli può entrare nelle abitazioni solo se invitato espressamente da chi vi si trova all'interno e solo in questo modo può fare vittime tra i vivi. Tra l'altro fino all'inizio del XX secolo erano ancora diffusi nell'isola di Andros le spedizioni anti-vampiri: sovente, infatti, i preti locali scoperchiavano le tombe dei sospetti vampiri e procedevano all'impalazione e alla decapitazione del cadavere.

## Mitteleuropa

### In Germania
La Germania presenta una folta varietà di vampiri e succhiasangue:
- l'alp: vampiro demone di genere Incubus, entra in casa sotto le sembianze di una farfalla e si posa sul petto di chi dorme;
- il Blutsauger: varietà abbastanza normale di succhiasangue (che è poi il significato del nome), ma il suo corpo è interamente coperto di peli e non presenta alcun osso; le sue vittime diventano succhiasangue anch'esse quando mangiano la terra della sepoltura del Blutsauger loro cacciatore;
- la mara o mora, presente anche nei paesi slavi, è in realtà un puro spirito in grado di assumere varie forme, quindi, scelta la sua preda, la costringe a dormire per poi soffocarla nel sonno e succhiarle il sangue dal petto;
- infine il Nachzehrer, il masticatore di sudari, il più noto vampiro germanico. È un mostro abbastanza atipico, una sorta di Ghoul (mangiatore di cadaveri) che spesso non abbandona nemmeno il cimitero nel quale è sepolto. Principalmente divora i cadaveri delle tombe vicine ed a volte arriva anche a divorare i suoi stessi resti; oltre ciò ha anche una influenza sui vivi, che iniziano a perdere progressivamente energia fino a che, raccolta abbastanza essenza vitale, il Nachzehrer esce dalla sua tomba per camminare nel mondo degli uomini, diffondendovi la peste.

## Est europa, Europa centro-orientale

### Sui Balcani
L'uccisore di vampiri per eccellenza, però, è il dampyr. Nato dalla tradizione zingara (serba o bosniaca), il dampyr nasce dall'unione di una donna umana con un vampir maschio, l'unico vampiro della tradizione popolare a non essere sterile. Il vampir è anche un vampiro invisibile e l'unico che può vederlo, attraverso una particolare vista interiore, è proprio il dampyr. Altro suo avversario è il lampir, vampiro bosniaco portatore di pestilenze, e sconfitto dal dampyr attraverso complicati riti sciamanici.
A conferma, poi, della vicinanza delle due figure del vampiro e del lupo mannaro, ci sono poi una serie di vampiri come il serbo vukodlak, lo sloveno volkodlak, il farkaskoldoi non slavo d'Ungheria, il kozlak e il vukodlak croati.
Tra tutti questi, spicca però il kudlak, una particolare specie di vampiro-strega dotato di poteri magici tra cui il dono di mutare forma ed assumere il sembiante di un animale, con la limitazione, però, di avere sempre e comunque il manto nero, simbolo del Male assoluto e delle forze delle Tenebre cui appartiene. Suo naturale avversario è il kresnik, rappresentante del Bene e delle forze della Luce: anch'esso ha il potere di tramutarsi in animale, ma dal manto di colore bianco.
In Ungheria, poi, i vampir o liderc nadaly hanno nel talbó il loro implacabile cacciatore, che per ucciderli pianta loro un chiodo nella tempia.
Altro vampiro cambiaforma è il mullo della tradizione zingara. Dall'aspetto umano, a parte qualche impercettibile deformità, non ha scheletro: questa caratteristica gli consente di cambiare facilmente forma, anche se il suo aspetto prediletto è quello di un grosso lupo nero. È, comunque, un vampiro molto particolare: sia il maschio che la femmina del mullo è spinto da un forte desiderio sessuale, accoppiandosi frequentemente con i vivi e portando il proprio partner a morte per sfinimento. La donna che sopravvive ad un tale tour de force, dà alla luce anch'essa un dampyr, unico in grado di uccidere il mullo, che comunque è destinato a vita breve. Infatti, a causa del terribile stress cui sottopone il suo corpo privo di ossa, egli è destinato, nell'arco di un anno, a sciogliersi in una melma ripugnante.

### In Russia
Il vampiro russo per eccellenza è l'upyr: originario dell'Ucraina, ma diffuso in tutta la Russia europea, ha un aspetto particolarmente disgustoso, con lunghe zanne che ricordano quelle della preistorica tigre dai denti a sciabola, e anche più resistenti, se possibile. Usciti dalla tomba, iniziano ad attaccare le famiglie che vivono in fattorie isolate, una alla volta. La prima notte si nutrono dei bambini, quindi il resto della famiglia in ordine d'età fino ad arrivare ai componenti più anziani e allo sterminio della famiglia o degli abitanti dei dintorni. Temuto soprattutto in inverno, quando l'isolamento delle comunità della steppa era ancor più accentuato, se possibile, era attivo soprattutto nelle ore che vanno da mezzogiorno a mezzanotte, sopportando benissimo la luce del Sole, proprio come la maggior parte dei vampiri della tradizione popolare (tra cui l'upier polacco, molto simile all'upyr russo per caratteristiche).
Ucciderlo non è cosa semplice. Il provetto cacciatore deve affrontarlo dopo la mezzanotte, quando si trova nel luogo del suo riposo, cospargere di acqua benedetta la tomba ed i suoi dintorni, quindi, piantargli un paletto nel cuore e decapitarlo.

## Europa del nord
In area tedesca si ricorda il "neuntöter" (= nove morti), poiché sono nove i giorni occorrenti affinché il defunto si trasformi in vampiro. Nella cultura celtica ci sono il "deard-dulg" e la "lamia" irlandese, in quella scandinava il draugr.

### Sulle rive del Baltico
Le popolazioni che vivono sulle sponde del Mar Baltico hanno tra le loro figure leggendarie il wieszcz, una sorta di vampiro-strega: infatti, si ritiene che streghe e stregoni, una volta morti, si tramutano in wieszczy (plur. di wieszcz). Sono riconoscibili per la faccia rossa e l'occhio sinistro spalancato.
Dapprima il wiescz si nutre del suo stesso corpo, quindi, riacquistate magicamente le forze, l'essere mostruoso stermina dapprima il bestiame, quindi, la propria famiglia ed, infine, tutti gli abitanti della regione succhiando loro il sangue dal cuore. Per evitare queste stragi, i congiunti del sospetto vampiro seppelliscono il suo corpo con un mattone sotto il mento, in modo da tenergli bloccata la mascella.
Simile al wiescz è l'erestun o eretica: è una donna che ha venduto l'anima al diavolo e che torna dopo la morte sotto forma di vampira, dall'aspetto di una vecchia povera e male in arnese. Di origine russa, questo tipo di vampiri si riuniscono in luoghi isolati per celebrare i loro sabba e vanno in letargo durante l'inverno. Sono in grado di uccidere i vivi solo guardandoli in faccia con il loro occhio malvagio: la stessa sorte capita a chi, sventurato, finisce nel luogo dove stanno in letargo.
C'è poi l'ustrel bulgaro, sempre appartenente alla famiglia del wieszcz, è però inoffensivo per gli esseri umani. La sua unica preda, infatti, è il bestiame. Egli è, semplicemente, un neonato morto prima di ricevere il battesimo, e può essere facilmente allontanato utilizzando il fuoco. Una volta isolato nella steppa, egli è destinato a deperire e, quindi, finire preda dei lupi.
Restando in Bulgaria, ci si imbatte nell'ubour, originato dal cadavere di persone decedute di morte violenta. Il loro corpo, dopo il decesso, inizia a gonfiarsi in modo orribile, fino a diventare un'orrenda massa informe e gelatinosa composta prevalentemente da sangue. Quaranta giorni dopo la sepoltura, lo scheletro inizia a riformarsi e quindi, intorno ad esso, si ricompongono le carni, che riprendono l'aspetto che il defunto aveva in vita. Ci sono solo alcune differenze: il naso con una sola narice e la letale lingua retrattile, sulla cui punta è posto un pungiglione acuminato che serve all'ubour per succhiare il sangue delle sue vittime.
Per uccidere gli ubour le popolazioni bulgare chiamano un uccisore professionista, il vampirdzhija. Dapprima riempie la bara dell'ubour con una certa quantità di varie erbe velenose attraverso un foro in cima alla tomba, quindi ne perfora il corpo con un ramo acuminato e raccoglie il gas che da questo fuoriesce in una bottiglia, per poi darvi fuoco. Questo perché si ritiene che tale miasma letale sia, in realtà, l'anima del vampiro.

## Europa meridionale

### Italia
La credenza nel vampirismo interessò anche teologi e naturalisti italiani nel corso del XVIII secolo. Una delle opere più discusse fu la "Dissertazione sopra i vampiri" dell'arcivescovo di Trani Giuseppe Davanzati, data alle stampe per la prima volta a Napoli nel 1774, nella nota e attivissima tipografia dei fratelli Raimondi. Il testo era stato già letto, in forma manoscritta, da esperti di medicina, teologia, diritto canonico, fin dall'inizio degli anni Quaranta del XVIII secolo. Il marchese Scipione Maffei ne aveva tratto ispirazione per le sue riflessioni; il papa Benedetto XIV lo aveva apprezzato «sì per la dottrina, che per la vasta erudizione».
Prima di diventare arcivescovo di Trani, l'autore aveva viaggiato a lungo, in costante contatto con la corte pontificia. A Roma aveva frequentato l'accademia del cardinale Gualtieri, studiando il pensiero di Locke, Leibniz, Spinoza e Cartesio, e verificando per via sperimentale le teorie di Newton.
Aveva dimorato a Firenze e Venezia, fino ad arrivare nelle terre dell'Europa centrale e orientale, dove aveva sviluppato la sua curiosità per la credenza popolare nel vampirismo, che creava gravi problemi di ordine pubblico. Soprattutto nelle aree rurali, si pensava che alcuni defunti riuscissero a tornare in vita per compiere scorribande notturne, molestare i vivi, abbeverarsi del loro sangue, danneggiare il bestiame con morsi e violenze.

### Penisola Iberica
Il tradizionale vampiro portoghese è il bruxa. Dalle sembianze animalesche e particolarmente ghiotto di bambini.